# Anachis kraussii
Anachis kraussii là một loài ốc biển, là động vật thân mềm chân bụng sống ở biển trong họ Columbellidae.

## Miêu tả
Loài này có kích thước giữa 5 mm và 8 mm

## Phân bố
Loài này phân bố dọc theo tây nam và đông nam châu Phi.